# Kangaarsuk
Kangaarsuk är en ö i Grönland (Kungariket Danmark).   Den ligger i kommunen Qaasuitsup, i den västra delen av Grönland, 1 000 km norr om huvudstaden Nuuk. Arean är 5,6 kvadratkilometer.
Terrängen på Kangaarsuk är platt. Öns högsta punkt är 161 meter över havet. Den sträcker sig 2,1 kilometer i nord-sydlig riktning, och 4,6 kilometer i öst-västlig riktning.